# Esa Saario
Esa Matti Saario, född 22 november 1931 i Nummis, är en finländsk skådespelare och röstskådespelare. Saario studerade vid Konstuniversitetets Teaterhögskola i Helsingfors 1956, där han hoppade över en klass och tog examen på två år. Han är gift med Anja Saario och tillsammans har de sonen Timo Saario.

## Biografi

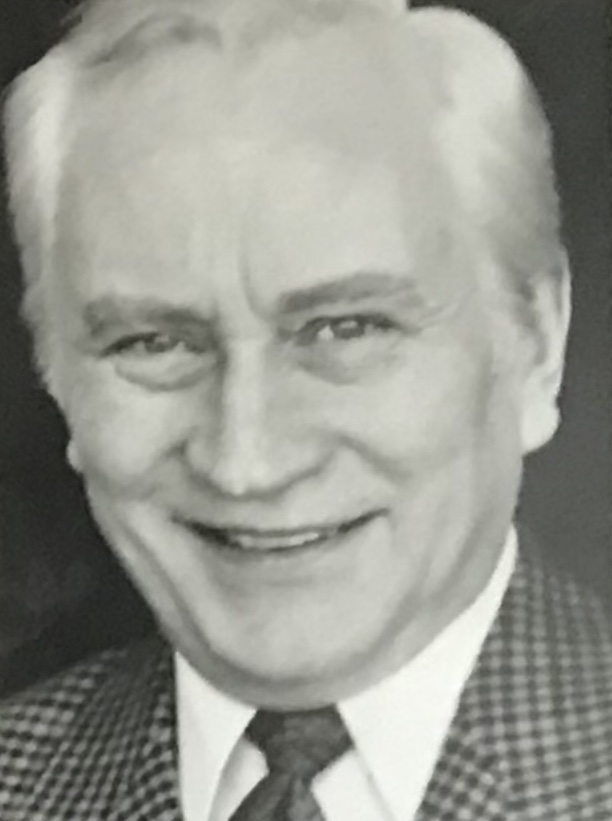
Yngre Esa Saario.

Saario var skådespelare vid Finlands Nationalteater från 1958 till 1997 då han gick i pension. Han har spelat mer än  200 teaterroller från sin 1954 till 2001. Bland dem kan nämnas roller som Tartuffes Orgon (1973), Tjechovs roll i dramaserien Tjechov på Jalta och J. K. Paasikivis roll i Tie Talvisotaan (vägen till vinterkriget).
Saario har också medverkat i många radiopjäser, inklusive Yles I plommonstop och paraply, Noita Nokinenä (Polis Karhunen) och Liftarens guide till galaxen (Marvin).
En av Saarios mest kända filmroller är rollen som den socialdemokratiska politikern Janne Kivivuori i två filmer baserade på Väinö Linnas romaner Här under Polstjärnan (1968) och Akseli och Elina (1970). Hans första filmroller var i filmerna Sven Dufva (1958) och Kankkulan Kaivolla (1960).
I början av 1960-talet spelade Saario in flera barnsånger tillsammans med Maikki Länsiö, bland annat en finsk version av den norska sången "Visen om vesle Hoa" och år 1972 framförde han dikten "Desiderata" tillsammans med en kör.
Saario har varit medlem i Finlands skådespelarförbund och suttit i styrelsen för Finlands Nationalteaters skådespelarförbund och Finlands Nationalteater. Den 9 juni 2020 utsågs Saario till hedersledamot i hembygdsföreningen Nummi-Seura Rf. för sitt betydande arbete till förmån för Nummi-Seura och den viktiga roll han spelat för att bevara den lokala historien i Nummis.

## Teaterroller
Källa: 
| Roll                                     | Skådespel                                         | År   |
| ---------------------------------------- | ------------------------------------------------- | ---- |
| En av de kloka männen                    | Törnrosa                                          | 1954 |
| Fedótik/Rode                             | Tre systrar                                       | 1956 |
| Skådespelare/Präst                       | Hamlet                                            | 1957 |
| Jupp                                     | Köpenicks kapten                                  | 1957 |
| I Markis/I poet/soldat                   | Cyrano de Bergenac                                | 1958 |
| Riksdagsman                              | Herr partisekreterare (fin. Herra puoluesihteeri) | 1958 |
| Jesper                                   | Folk och rövare i Kamomilla stad                  | 1958 |
| Theramenes                               | Phèdre                                            | 1959 |
| Pugovitsyn                               | Revisorn                                          | 1959 |
| IV medborgare/Pindarus                   | Julius Caesar                                     | 1959 |
| Sung Ju                                  | Tsu Yuan                                          | 1959 |
| I arbetare                               | Miljoonavaillinki                                 | 1959 |
| Pappa/Dekanus                            | Ett drömspel                                      | 1959 |
| Naahar                                   | Nilkkarengas                                      | 1960 |
| Läkare/Generalens vän                    | L´Hurluberlu, ou Le Reactionnaire amoreux         | 1960 |
| Pedersen                                 | Swedenhjelmit                                     | 1960 |
| Herr                                     | Täyttyneiden Toiveiden Maa                        | 1960 |
| Herr Fauques                             | Ljuvlig äventyr                                   | 1960 |
| Don Sancho                               | Cantar de Mio Cid                                 | 1960 |
| Sångare                                  | Suuri Rakkaus                                     | 1960 |
| Trädgårdsmästare                         | Sleeping Beauty                                   | 1960 |
| Monsieur Marquis                         | Der Talisman                                      | 1961 |
| Meri-Jussi                               | Rintatasku                                        | 1961 |
| Benvolio                                 | Romeo och Julia                                   | 1961 |
| Nicholas Gadspy                          | La Marque du poète                                | 1961 |
| Ruprecht                                 | Den sönderslagna krukan                           | 1961 |
| En av de äldste i Argos                  | Oresteia                                          | 1961 |
| Ugo                                      | Narri                                             | 1962 |
| Zépo                                     | Pique-nique en campagne                           | 1962 |
| Soldat                                   | Myrskylintu                                       | 1962 |
| Kungen                                   | Becket                                            | 1962 |
| Sakeus                                   | Lea                                               | 1962 |
| Hörselchaufför                           | Brända Tomten                                     | 1962 |
| Toivo Uljas                              | Totuuden Helmi                                    | 1962 |
| Gammal musiker                           | Caesar och Cleopatra                              | 1963 |
| Juoppi                                   | Naisten hurmaaja                                  | 1963 |
| Mekaniker                                | Kaksi maanantaita                                 | 1963 |
| Vincentio                                | Så tuktas en argbigga                             | 1963 |
| Galy Gay                                 | Man är like med mannen                            | 1963 |
| Sångare/Lyonnaise                        | Dantons död                                       | 1963 |
| Into Viiriäinen                          | Tuntematon Potilas                                | 1964 |
| Malcolm                                  | Macbeth                                           | 1964 |
| Prinsessan Grace                         | Gisslan                                           | 1964 |
| Caius Caracchus                          | Muuttohaukat                                      | 1965 |
| Mickey                                   | Jälkeen syntiinlankeamuksen                       | 1965 |
| Velkavanki                               | Jokamies                                          | 1965 |
| Jurist                                   | Miss Alice                                        | 1965 |
| Pekka                                    | Uudenvuodenyö                                     | 1966 |
| Aigisthos                                | Elektra                                           | 1966 |
| Chef för samhället                       | Päämajassa                                        | 1966 |
| Sparky                                   | Serjeant Musgrave´s Dance                         | 1967 |
| Intonen                                  | Herra Johtaja                                     | 1967 |
| Matthews/Kapten Eckert/ Wood             | Presidentens död                                  | 1968 |
| Vakt                                     | Antigone                                          | 1968 |
| Kapten                                   | Agenttilaiva                                      | 1968 |
| La Flèche                                | Den girige                                        | 1969 |
| Joas                                     | Lea                                               | 1969 |
| Mäntti                                   | Peter Pan                                         | 1969 |
| Peter Cauchon/ Biskop av Beauvais        | Saint Joan                                        | 1970 |
| Frans                                    | Nuorempi Veli                                     | 1970 |
| Francois                                 | Naistenryöstäjät                                  | 1970 |
| Oskar                                    | Berättelser från WIennaskogen                     | 1971 |
| Vasili Vasiljevitch Soljonyi             | Tre systrar                                       | 1971 |
| Antoine                                  | Cher Antoine ou l´Amour raté                      | 1972 |
| Valee                                    | Tukkijoella                                       | 1972 |
| Kortesuo                                 | Anna-Liisa                                        | 1972 |
| Krouvari                                 | Kristiina                                         | 1973 |
| Orgon                                    | Taruffe                                           | 1973 |
| Juhani                                   | Niskavuoren Heta                                  | 1973 |
| Arje                                     | Miten kalat suutelevat                            | 1974 |
| Matti Aaltonen                           | Punttilan isäntä ja hänen renkinsä                | 1975 |
| Haudy                                    | Sotilaat                                          | 1976 |
| Jahvetti                                 | Arkielämää                                        | 1976 |
| Glupp/Man med bowlerhatt/ Revolutionst   | Trummor i natten                                  | 1977 |
| Greve                                    | Les Fausses Confidences                           | 1977 |
| Kapten Shotover                          | La Maison des coeurs brisés                       | 1978 |
| Törnskjöld                               | Kanneviskaali Samuel Kröll                        | 1978 |
| Thesleff                                 | Jääkäri Ståhl                                     | 1979 |
| Hertig av Alba                           | Don Carlos                                        | 1981 |
| Johan Ludwig Heiberg                     | Från regnormarnas liv                             | 1982 |
| Anton Tsehov                             | Tsehov på Jalta                                   | 1983 |
| James Tyrone                             | Lång dags färd mot natt                           | 1984 |
| Karri                                    | Nummisuutarit                                     | 1984 |
| Kapten Smollett                          | Skattkammarön                                     | 1988 |
| Läkare Bradman                           | L´espirit s´amuse                                 | 1988 |
| J.K. Paasikivi                           | Tie Talvisotaan                                   | 1989 |
| Länsman                                  | Pohjanmaa                                         | 1990 |
| Tsyganov/Michail Nikolajevitch/ ingenjör | Les Barbares                                      | 1991 |
| Iisakki Kiukoo                           | Amerikan Morsian                                  | 1992 |
| Aleksandr Mihailovits                    | Kejsarens familj och den heliga djävulen          | 1993 |
| Adjutant                                 | Presidentens demens                               | 1994 |
| Alonso - Kung av Neapel                  | Stormen                                           | 1995 |
| Bestuzev                                 | Katarina den stora                                | 1996 |
| Aadolf                                   | Tohvelisankarin rouva                             | 1997 |
| Oskari                                   | Mäntyranta se oli                                 | 1997 |
| Leo Fairchild                            | The Lady in the Van                               | 2001 |

## Filmografi
| År   | Film                                      | Roll                       |
| ---- | ----------------------------------------- | -------------------------- |
| 1958 | Sven Dufva                                | en jägare                  |
| 1960 | Ida Aalbergin ja Lauri Kivekkään häät     | chef för studentambassaden |
| 1960 | Kankkulan kaivolla                        | Esa Saario, låt imitator   |
| 1960 | Oho, sanoi Eemeli                         | 1. poliskonstapel          |
| 1962 | Ihana seikkailu                           | magister Henrik Södersvans |
| 1963 | Totuus on armoton                         | läraren Itkonen            |
| 1963 | Aamiainen sotakentällä                    | Zépo                       |
| 1963 | Karuselli                                 |                            |
| 1964 | Jouluvene – tähtiparaati                  |                            |
| 1965 | Suuren oppineen Wun päivä                 | Lao Da                     |
| 1966 | Uusi jäsenkirja                           | Siponen                    |
| 1967 | Agamemnon                                 | medlem i Argos kör         |
| 1967 | Ismo ystävineen                           |                            |
| 1967 | Kantapaikka                               |                            |
| 1968 | Skyytian välikohtaus                      | Metellus                   |
| 1968 | Sirkku                                    |                            |
| 1968 | Här under Polstjärnan                     | Janne Kivivuori            |
| 1969 | Oikeamieliset                             | Boris Annenkov             |
| 1970 | Akseli och Elina                          | Janne Kivivuori            |
| 1971 | Kujanjuoksu                               | komisario Kurki            |
| 1973 | Polstjärnan                               | Janne Kivivuori            |
| 1973 | Silta kaukaiseen yöhön                    | Vitas                      |
| 1973 | Hedda Gabler                              | Eljert Lövborg             |
| 1973 | Meiltähän tämä käy                        | domaren Ketonen            |
| 1976 | Luottamus                                 | Kullervo Manner            |
| 1976 | Outo                                      |                            |
| 1978 | Det tredje offret                         | dator operatör             |
| 1978 | Amerikan Antti                            | en präst                   |
| 1979 | Ruskan jälkeen                            | Paavo Tyni                 |
| 1983 | Akaton mies                               | Huhtanen                   |
| 1984 | Niskavuori                                | Kaarlo Niskavuori          |
| 1986 | Liian iso keikka                          | vaktmästare för HST depå   |
| 1986 | Akallinen mies                            | Syyskylän Arttu            |
| 1987 | Jäähyväiset presidentille                 | kommissarien Kairamo       |
| 1991 | Uuno Turhapuro herra Helsingin herra      | Statsrådets kontorschef    |
| 1994 | I plommonstop och paraply (video version) | sir Henry Pitkin           |

### TV-program
| År        | TV-program                  | Roll                  |
| --------- | --------------------------- | --------------------- |
| 1963      | Den stora premiären         |                       |
| 1965      | Teatterituokio              | en berusad man        |
| 1966      | Susikoski                   | 1. polis              |
| 1968      | Musta Pekka esittää         |                       |
| 1969      | Siitä vaan sano...          |                       |
| 1974      | Hulukkoset                  | sutaren Lipponen      |
| 1976      | Sosiaalityöntekijä Virtanen | Ossi Purujärvi        |
| 1978      | Vetää kaikista ovista       | en rektor             |
| 1982      | Presidentti                 | J. V. Snellman        |
| 1983      | Tasavallan ihmisiä          | Kaitsu                |
| 1988      | Vihreän kullan maa          | Heimo Granqvist       |
| 1993      | Tuntemattomalle jumalalle   | presidenten Paasikivi |
| 1993–1994 | Viimeiset siemenperunat     | Pyörähtälä            |

## Röst roller, dubbning
Saario har dubbet finska språkversioner av dessa filmer, TV-program och videospel.
| År          | Film/TV-program/videospel                   | Roll                                              |
| ----------- | ------------------------------------------- | ------------------------------------------------- |
| 1976        | Asterix 12 stordåd                          | Julius Caesar, Miraculix                          |
| 1982        | Snövit och de sju dvärgarna (1937)          | Den magiska spegeln                               |
| 1984 (1955) | Lady och Lufsen                             | Jock                                              |
|             | Lady och Lufsen II: Ludde på äventyr        | Jock                                              |
| 1985–1991   | Bumbibjörnarna (serie)                      | kung Valdemar                                     |
| 1988        | Oliver & gänget                             |                                                   |
| 1988        | Dino-Riders (serie)                         |                                                   |
| 1988–1993   | Greve Duckula                               | Igor, berättaren                                  |
| 1989, 1999  | Den lilla sjöjungfrun                       | kung Triton                                       |
| 1990–1991   | Luftens hjältar (serie)                     | Shere Khan                                        |
| 1991        | Skönheten och odjuret                       | berättaren                                        |
| 1991–1992   | Darkwing Duck (serie)                       | Taurus Bulba, P-G Boss                            |
| 1992        | Batman (serie)                              | kommissarien Gordon, dr. Bartholomew, Carl Rossum |
| 1993        | Svärdet i stenen (1963)                     | sir Ector, berättaren                             |
| 1993        | Djungelboken (1967)                         | Shere Khan                                        |
| 1993        | Batman                                      | Carl Beaumont, James Gordon                       |
| 1994        | Lejonkungen                                 | Mufasa                                            |
| 1994        | Snövit och de sju dvängarna (1937)          | berättaren                                        |
| 1994        | Aristocats (1970)                           | Napoleon, Luigi, Cyril, Igor                      |
| 1995        | Babe – den modiga lilla grisen              | berättaren                                        |
| 1995        | Törnrosa (1959)                             | berättaren, kung Hubert                           |
| 1995        | Pongo och de 101 dalmatinerna (1961)        | Danny, Ara                                        |
| 1996        | Joulupukki ja noitarumpu                    | Julgubben                                         |
| 1996–1998   | Lilla Djungelboken (serie)                  | vuxen Shere Khan                                  |
| 1997        | Herkules                                    | Zeus                                              |
| 1997        | Flubber                                     | Chester                                           |
| 1997        | Mumin och Trollkarlens hatt (videospel)     | Trollkarlen                                       |
| 1998        | Babe - en gris kommer till stan             | berättaren                                        |
| 1998        | Taran och den magiska kitteln (1985)        | berättaren, Dallben                               |
| 1998        | Batman & Mr. Freeze: SubZero                | James Gordon                                      |
| 1998        | The Batman/Superman movie: World´s finest   | Perry White, James Gordon, Ceasar Carlini         |
| 2000        | Dinosaurier                                 | Yar                                               |
| 2000        | Den lilla sjöjungfrun II - Havets hemlighet | kung Triton                                       |
| 2000        | 102 dalmatiner                              | domaren / dr. Parvol                              |
| 2001        | Atlantis – En försvunnen värld              | kung Kashekim Nedakh                              |
| 2001        | Monsters, Inc                               | Direktör Henry J. Waternoose III                  |
| 2001        | Monsters, Inc: Blygön                       | Direktör Henry J. Waternoose III                  |
| 2002        | Tillbaka till landet ingenstans             | berättaren                                        |
| 2002        | Skattkammarplaneten                         | Billy Bones                                       |
| 2002        | Katternas rike                              | berättaren                                        |
| 2003        | Djungelboken 2                              | Shere Khan                                        |
| 2004        | Kogänget                                    | Sheriff Sam                                       |
| 2007        | Röllis hjärta                               | berättare, Den äldsta i byn, bastonas ande        |

## Böcker
Saario har skrivit två böcker som handlar om Nummis dialekt. Förutom dialekten berättar den första boken (Nummilaist kiälentampaamist) om Lauri Saarios äventyr under det finska inbördeskriget och olika lätskrivare i Nummis. Den andra boken (Sana on jalkava -se menee pian ja pitkält) innehåller gamla dialektord från Nummis i form av en ordbok. För den andra boken har Saario skrivit ett litet häfte som innehåller fler ord på Nummis dialekt. Häftet heter "Ei lisä pahitteks ol, paitti velas ja selkään saamises". 
Utöver sina egna böcker har Saario varit involverad i andra publikationer som utgivits av Nummi-Seura och handlar om lokalhistorien i Nummis. 
| Bok                                                    | År och ställe | Publicerad av | Sidor |
| ------------------------------------------------------ | ------------- | ------------- | ----- |
| Nummilaist kiälentampaamist                            | 2013, Nummis  | Nummi-Seura   | 115   |
| Sana on jalkava -se menee pian ja pitkält              | 2016, Nummis  | Nummi-Seura   | 134   |
| Ei lisä pahitteks ol, paitti velas ja selkään saamises | 2016, Nummis  | Nummi-Seura   | 30    |